# عبد العزيز الستاتي
عبد العزيز العرباوي المعروف باسم الستاتي هو مغني مغربي من مواليد العونات بإقليم سيدي بنور في سنة 1961، يعتبر الستاتي رائد الأغنية الشعبية، ويرجع سبب تسميته بهذا اللقب لكونه يمتلك إصبعا سادسا في يده اليمنى. يقطن عبد العزيز الستاتي بمدينة الدار البيضاء. وهو أخ الفنان السابق «ميلود العرباوي».
و الستاتي من الفنانين القلائل الذين تماشوا مع العصر، ففي التسعينيات كان مشهورا بشاربه الكثيف وقصة شعره «السبيعة»، أما الآن فيلاحظ أنه يجاري عصره برتدائه لملابس فخمة من تصميم أشهر دور الأناقة ك Phillip Plein و Gucci.
عبد العزيز لديه 6 أولاد، أصغرهم يدعى مروان ويجدر ذكر «إلهام عرباوي» المغنية التي أبدعت في مجال الراب وتعتبر أغنيتها الأولى حافزا قويا لمغنيات الراب بالمغرب.

## روابط خارجية
- عبد العزيز الستاتي على موقع ميوزك برينز (الإنجليزية)
- عبد العزيز الستاتي على موقع أول ميوزيك (الإنجليزية)
- عبد العزيز الستاتي على موقع ديسكوغز (الإنجليزية)